# Stenodontes
Stenodontes is een kevergeslacht uit de familie van de boktorren (Cerambycidae). De wetenschappelijke naam van het geslacht werd voor het eerst geldig gepubliceerd in 1832 door Audinet-Serville.

## Soorten
Stenodontes omvat de volgende soorten:
- Stenodontes chevrolati Gahan, 1890
- Stenodontes damicornis (Linnaeus, 1771)
- Stenodontes exsertus (Olivier, 1795)